# Wolfgang Stock
Wolfgang Rudolf Stock (ur. 5 lipca 1959 w Hanowerze) – niemiecki dziennikarz, publicysta, profesor i były konsultant ds. komunikacji kryzysowej.
Odznaczony Medalem Europejskiego Centrum Solidarności.

## Wykształcenie
Wolfgang Stock studiował historię i nauki polityczne na Uniwersytecie w Würzburgu oraz Uniwersytecie Oksfordzkim. Uzyskał stopień doktora broniąc rozprawy na temat niemieckiej polityki europejskiej na Uniwersytecie w Oxfordzie i ukończył Advanced Management Program w IESE Business School w Barcelonie.

## Kariera dziennikarska i akademicka
W latach 80. rozpoczął karierę dziennikarską jako niezależny korespondent dla różnych gazet w krajach byłego bloku wschodniego, relacjonował okres stanu wojennego w Polsce. Nawiązał bliskie kontakty z opozycyjnymi intelektualistami w NRD, polskim związkiem zawodowym „Solidarność” i Karta 77 w Czechosłowacja. Był pracownikiem jednego z deputowanych do Parlament Europejski, Otto von Habsburg (CSU), a także redagował Paneuropean Journal. Równocześnie działał w Młodzieży Paneuropejskiej. Jako organizator i kierowca transportów pomocowych Międzynarodowego Stowarzyszenia Praw Człowieka, w połowie lat 80. pomagał księdzu Jerzemu Popiełuszce w jego staraniach o zaopatrzenie rodzin polskiej opozycji w stanie wojennym. Był pierwszą osobą z Europy Zachodniej, która przybyła do Gdańska po wprowadzeniu stanu wojennego 13 grudnia 1981 r., kierując transportem wartościowym z artykułami pomocowymi dla rodzin działaczy Solidarności zamkniętych w obozach odosobnienia. W 1985 r. komunistyczna część Niemiec (NRD) uznała go za przestępcę i odmówiła mu wizy.
Współpracując z Frankfurter Allgemeine Zeitung (FAZ) jako korespondent od 1988 r., w 1990 r. relacjonował pierwsze wolne wybory w Niemczech Wschodnich/NRD. Od 1991 r. był korespondentem politycznym FAZ w Bonn.
W 2000 r. opublikował pierwszą biografię nowo wybranej przewodniczącej CDU Angeli Merkel, która później została kanclerzem. W latach 2001–2003 był głównym redaktorem politycznym i redaktorem naczelnym wiodącej niemieckiej gazety niedzielnej „Welt am Sonntag”.
W latach 1996–1998 był redaktorem naczelnym Berliner Zeitung, w latach 1998–2001 korespondentem politycznym „Focusa” w stolicy federalnej, najpierw Bonn, a następnie Berlin. W 2000 r. opublikował pierwszą biografię nowo wybranej przewodniczącej CDU Angeli Merkel, która później została kanclerzem. W latach 2001–2003 był głównym redaktorem politycznym i redaktorem naczelnym wiodącej niemieckiej gazety niedzielnej Welt am Sonntag.
Od 2001 do 2009 roku był profesorem dziennikarstwa i kierownikiem katedry w Gustav Siewerth Academy. W 2004 i 2005 roku przez dwa semestry pracował jako profesor wizytujący dziennikarstwo zawodowe na Uniwersytecie Justusa Liebiga w Giessen. Od 2006 do 2015 roku prowadził wykłady z dziennikarstwa na Uniwersytecie Europejskim Viadrina we Frankfurcie nad Odrą. Od tego czasu wykłada w IST-Hochschule w Duesseldorfie.
W latach 2003–2005 pracował w instytucie badawczym mediów Media Tenor. Od 2005 do 2014 roku Stock był partnerem zarządzającym w agencji konsultingowej ds. komunikacji korporacyjnej Convincet GmbH (dawniej RCC Public Affairs, m.in. podcastu wideo kanclerz Angeli Merkel .
W październiku 2009 roku złożył jedyną udaną skargę w dziesiątej kadencji Rundfunkratu WDR na film dziennikarza Klaus Martens. Film Heilung unerwünscht (Niepożądane uzdrowienie) dotyczył maści na neurodermitis. W maju 2010 r. tymczasowy jedenasty Rundfunkrat) WDR uznał, że film uczciwość dziennikarską poprzez bardzo uproszczone i jednostronne przedstawienie, w związku z czym wniesiono skargę na akcję. W konsekwencji zrewidowano zasady raportowania śledczego dla wszystkich grup programu WDR.
Od 2017 r. jest sekretarzem generalnym Niemieckiego Stowarzyszenia Szkół i Przedszkoli Ewangelickich.

## Publikacje
- Wolfgang Stock, Helmut Müller-Embergs, Heike Schmoll: Das Fanal: das Opfer des Pfarrers Brüsewitz und die evangelische Kirche, Ullstein, Frankfurt/Main und Berlin 1993, ISBN 3-548-36616-3.
- Wolfgang Stock, Kai Diekmann, Ulrich Reitz: Roman Herzog: Der Neue Bundesprasident Im Gespräch, Lübbe-Verlag, Bergisch Gladbach 1994, ISBN 3-404-61299-X.
- Wolfgang Stock, Kai Diekmann, Ulrich Reitz: Rita Süssmuth im Gespräch, Lübbe-Verlag, Bergisch Gladbach 1994, ISBN 3-404-61327-9.
- Wolfgang Stock: „Gedenken und Informieren” Die Selbstverbrennung von Pfarrer Oskar Brüsewitz, 18. August 1996 Ursachen, Hintergründe und Folgen Schulverwaltungs- und Kulturamt, Zeitz (1998), ISBN 3-313-11313-3.
- Wolfgang Stock, Jürgen Aretz: Die vergessenen Opfer der DDR, Lübbe-Verlag, Bergisch Gladbach 1997, ISBN 3-404-60444-X.
- Wolfgang Stock: Angela Merkel: eine politische Biographie, Olzog-Verlag, München 2000, ISBN 3-7892-8038-0 (1989–2000); Neuauflage 2005, ISBN 3-7892-8168-9 (1989–2005).